# Colaboratorul (Star Trek: Deep Space Nine)
„Colaboratorul ” este cel de-al 44-lea episod din serialul de televiziune SF Star Trek: Deep Space Nine. Este cel de-al 24-lea episod din cel de-al doilea sezon. Episodul a fost difuzat la televiziune pe 23 mai 1994.
Plasat în secolul al XXIV-lea, serialul urmărește aventurile de pe Deep Space Nine, o stație spațială situată în apropierea unei găuri de vierme stabile între cadranele Alfa și Gamma ale galaxiei Calea Lactee, în apropierea planetei Bajor. În acest episod, primul ofițer al stației, maiorul Kira, se vede nevoită să îl investigheze pe Vedek Bareil, un cleric de rang înalt în ierarhia religioasă bajorană, atunci când urmărește acuzațiile potrivit cărora acesta ar fi colaborat cu cardassienii în timpul ocupației.

## Rezumat
Bajoranii sunt pe cale să aleagă un nou Kai, liderul religios suprem al întregului Bajor, după pierderea popularului și respectatului Kai anterior, Opaka. Maiorul Kira speră să îl vadă pe Vedek Bareil devenind noul Kai, dar se confruntă cu un adversar formidabil: Vedek Winn. Kira a început de curând o poveste de dragoste cu Bareil; ea o detestă pe Vedek Winn, atât din punct de vedere personal, cât și politic, și are o puternică suspiciune că Winn este responsabilă pentru o recentă tentativă de asasinare a lui Bareil.
Între timp, Odo, șeful securității, a arestat un bajoran pe nume Kubus Oak, care a fost exilat pentru că a colaborat cu cardassienii în timpul ocupării Bajorului de către aceștia. Vedek Winn îi oferă lui Kubus adăpost în schimbul unor informații despre un masacru comis de cardassieni în timpul ocupației. Masacrul a costat viața a 43 de rebeli bajorani (inclusiv a fiului lui Opaka), iar Kubus susține că Bareil a fost cel care i-a informat pe cardassieni despre locația rebelilor. Winn este nerăbdătoare să găsească dovezi; îi spune cu bucurie Kirei că este pe cale să-i distrugă șansele lui Bareil de a deveni Kai și o manipulează pentru a se oferi voluntar să investigheze cazul.
Echipajul analizează câteva înregistrări și găsește dovezi care indică faptul că Bareil a fost responsabil. Neîncrezătoare, Kira îl înfruntă. El recunoaște că le-a furnizat cardassienilor locația rebelilor; explică faptul că, dacă nu ar fi făcut-o, cardassienii ar fi distrus sat după sat până când ar fi fost siguri că i-au eliminat pe rebeli. Bareil le-a dat informația pentru a salva o mie de săteni, cu prețul celor 43.
Kira e distrusă. La scurt timp după aceea, ea află că Bareil și-a retras candidatura pentru Kai, deschizând calea lui Winn pentru a prelua postul. Investigând mai departe, Kira face o altă descoperire derutantă: dovada că Bareil nu a fost sursa informațiilor. El acoperea pe altcineva. Când ea îl întreabă despre asta, el recunoaște că „colaboratorul” a fost venerabilul Kai Opaka. Ea îi sacrificase pe rebeli, inclusiv pe fiul ei, pentru a-i salva pe săteni. Bareil a acoperit-o pentru că bajoranii au nevoie să creadă în ea în această perioadă dureroasă din istoria lor.
În timp ce Kira este greu de convins că aceste sentimente merită prețul de a-i permite lui Winn să devină Kai, Bareil spune că va depinde de ei să o influențeze spre ceva pozitiv.